# Heerpfeil schneiden
Die Rechtsformel, den Heerpfeil schneiden, findet sich in der Saga von Egill Skalla-Grimsson und ist auch in mittelalterlichen norwegischen Gesetzen erwähnt. Der Heerpfeil muss zum Zeichen des Aufgebots der Mannschaft des Heeres von einem Ende des Landes zum anderen gesandt werden.

## Einzelnachweis
1. ↑  Klaus Böldl, Andreas Vollmer, Julia Zernack (Hrsg.): Isländer Sagas 1, Frankfurt 2011, S. Fischer, ISBN 978-3-10-007622-9, Anmerkungen Seite 834, Ziffer 3